# 王占柱
王占柱（1957年—），黑龙江泰康人，蒙古族，中华人民共和国政治人物。
毕业于中央党校函授学院经济管理专业，加入中国共产党，2006年起担任沈阳铁路局局长。2008年起担任全国人大代表。2013年，被选为全国人大代表。2016年8月24日，因在辽宁拉票贿选案中涉嫌拉票贿选，被免去全国人大代表资格，同时辞去辽宁省第十二届人民代表大会代表职务；8月31日被中国铁路总公司停职，沈阳铁路局局长职务临时由原哈尔滨铁路局局长张海涛代替。